# Reg Freeson
Reginald "Reg" Yarnitz Freeson (* 24. Februar 1926 in St Pancras, London Borough of Camden; † 9. Oktober 2006) war ein britischer Politiker, langjähriger Unterhausabgeordneter der Labour Party sowie Minister.

## Biografie

### Herkunft und Zweiter Weltkrieg
Freeson stammte aus einer jüdischen Familie, die um 1890 vor den Pogromen in Polen und Russland nach Großbritannien floh, und sich in London niederließ. Nach dem Schulbesuch trat er mit 16 Jahren 1942 als Freiwilliger in die Royal Air Force ein, musste aber wegen seines Alters zunächst zur Grundausbildung zur Rifle Brigade (Prince Consort’s Own), ehe er 1944 mit einer Einheit der Royal Engineers nach Ägypten verlegt wurde. Danach versah er einige Zeit Dienst in der Militärberichterstattereinheit. Nach dem Zweiten Weltkrieg war er für ein Jahr Militärjournalist im Mittleren Osten, ehe er 1947 wegen seiner jüdischen Herkunft aus dem aktiven Militärdienst entlassen wurde, was ihn zu einem überzeugten Zionisten werden ließ. Anschließend war er als Journalist in der Fleet Street tätig und dort unter anderem Reporter bei den Zeitschriften und Zeitungen "John Bull", "Everybody's Weekly", "London Illustrated", "News Review", "Today", "Education", "The Daily Mirror" und "News Chronicle". Später wurde er Presseassistent im Bauministerium sowie bei British Railways.
Freeson trat kurz nach seiner Rückkehr 1948 der Labour Party bei und begann seine politische Laufbahn in der Lokalpolitik. Zunächst wurde er 1952 zum Mitglied des Rates des damaligen Willesden Borough gewählt, dem er bis zu dessen Zusammenlegung zum London Borough of Brent 1965 angehörte und dessen Vorsitzender er von 1958 bis 1965 er war. 1955 war er zudem auch Stadtrat von Willesden sowie von 1965 bis 1968 Stadtrat von Brent.

### Unterhausabgeordneter und Minister
Bei den Unterhauswahlen von 1964 wurde er mit einer knappen Mehrheit von 2.000 Wählerstimmen gegen den bisherigen konservativen Abgeordneten Trevor Skeet erstmals zum Mitglied des Unterhauses (House of Commons) gewählt, wo er bis Februar 1974 den Wahlkreis von Willesden East vertrat. Damit verfügte die Labour-Regierung von Premierminister Harold Wilson zunächst noch über eine Mehrheit von fünf Mandaten, die sich jedoch bei Nachwahlen in kurzer Zeit auf drei verringerte.
Premierminister Wilson berief ihn kurz nach der Wahl 1964 zum Parlamentarischen Privatsekretär der Verkehrsminister Tom Fraser und ab 1965 von Barbara Castle. Im Anschluss daran war er von 1967 bis 1969 Parlamentarischer Unterstaatssekretär im Energieministerium. Schließlich war er von 1969 bis zur Niederlage der Labour Party bei den Unterhauswahlen 1970 Minister für Wohnungsbau und Lokale Verwaltung. Nach der Wahlniederlage blieb er Sprecher der Opposition für Wohnungsbau und war wegen seines Fachwissens ein ernsthafter Gegner der amtierenden Wohnungsbauminister der konservativen Regierung von Premierminister Edward Heath. Gemeinsam mit seinem Parteifreund Eric Heffer war er einer der schärfsten Kritiker des umstrittenen Industrial Relations Act 1971.
Bei den Unterhauswahlen im Februar 1974 wurde er nach Auflösung seines bisherigen Wahlkreises für den neugeschaffenen Wahlbezirk Brent East wieder zum Mitglied des Unterhauses gewählt. Zugleich berief ihn Premierminister Wilson nach dem Wahlsieg der Labour Party bei diesen Wahlen in einer Zeit wachsender Kreditzinsen und steigender Immobilienpreise wieder zum Minister für Wohnungsbau und Bauwesen im neu geschaffenen Umweltministerium. Später wurde seinem Ressort auch die Zuständigkeit für Stadtplanung sowie Lokalverwaltung übertragen. Das Amt des Bauministers behielt er auch in der nachfolgenden Labour-Regierung von Premierminister James Callaghan von 1976 bis zur Wahlniederlage der Labour Party 1979 und wurde zugleich 1976 zum Privy Counsellor (PC) ernannt. Im Anschluss war er Oppositionssprecher für Gesundheit und soziale Sicherheit, verlor dieses Amt jedoch 1981 aufgrund des Einflusses des neuen Labour-Vorsitzenden Michael Foot. Freeson war als Abgeordneter noch Mitglied des Umweltsonderausschusses. Als Abgeordneter gehörte er dem gemäßigten linken Flügel seiner Partei an. Bei den Unterhauswahlen von 1983 konnte er seinen Wahlkreis zwar erneut gewinnen, allerdings erlitt er 1985 bei der Aufstellung für die Wahlen 1987 eine Niederlage gegen seinen parteiinternen Gegner Ken Livingstone.
Als Mitglied der Fabian Society setzte er sich für den irischen Nationalismus und die Bekämpfung von Rassismus ein und war als solcher Gegner des Koreakrieges und des Vietnamkrieges. 1957 war er Mitbegründer der Campaign for Nuclear Disarmament und als solcher einer der fünf Labour-Abgeordneten beim ersten Ostermarsch (Aldermaston March) 1958. Des Weiteren war er Autor des Tribune-Magazins sowie von 1964 bis 1967 Herausgeber des antifaschistischen Searchlight Magazine. 1981 trat er als Gegner des British Nationality Act 1981 und Kritiker der Nordirlandpolitik der Regierung Thatcher auf.
Nach seinem Ausscheiden aus dem Unterhaus war er als Berater für Wohnungsbau- und Planungsfragen tätig. Außerdem war er von 1987 bis zu seinem Tod Herausgeber der Zeitschrift "Jewish Vanguard" und Vorsitzender von Poalei Tzion. Von 2002 bis zu seiner Niederlagen gegen einen Kandidaten der Liberal Democrats bei den Kommunalwahlen 2006 war er als Vertreter des Lokalwahlkreises Queen’s Park Mitglied des Stadtrates von Brent.